# Juratzkaeella sinensis
Juratzkaeella sinensis là một loài Rêu trong họ Myriniaceae. Loài này được (M. Fleisch. ex Broth.) W.R. Buck mô tả khoa học đầu tiên năm 1977.